# Espirúlides

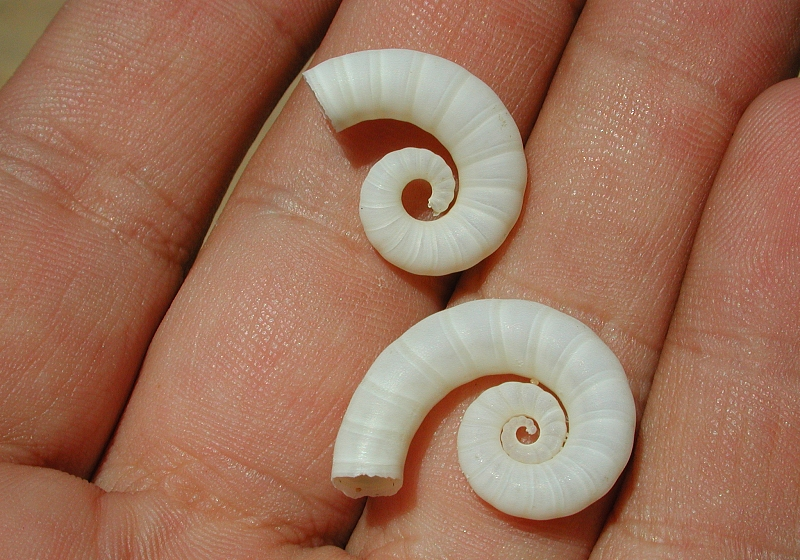
Conquilles de Spirula spirula

Els espirúlides (Spirulida) són un ordre de mol·luscs cefalòpodes dels superordre decapodiformes que inclou una sola espècie actual i moltes d'extintes. Spirula spirula, l'única espècie vivent d'aquest ordre, viu en aigües profundes i la seva conquilla es troba sovint a les platges dels tròpics.

## Característiques
S. spirula fa de 35 a 45 mm de llargada; té 10 braços, dos d'ells més llargs i totalment retràctils dins el mantell. La seva característica més destacable és la seva conquilla interna planoespiral (en forma d'espiral plana) amb càmeres plenes d'aire, que utilitza com òrgan de flotació. També té un òrgan bioluminiscent.

## Hàbitat i distribució
S. spirula s un animal pelàgic que viu a les fondàries (700-1.000 m); de nit puja fins als 300-100 m cercant plàncton. Es distribueix a les latituds tropicals de l'oceà Atlàntic (abunda al mar de les Illes Canàries), de l'Índic i del Pacífic.

## Taxonomia
Els espirúlids es divideixen en tres subordres:
Subordre Groenlandibelida †
- Família Groenlandibelidae †
- Família Adygeyidae †

Subordre Belopterina †
- Família Belemnoseidae †
- Família Belopteridae †

Subordre Spirulina
- Família Spirulirostridae †
- Família Spirulirostrinidae †
- Família Spirulidae